# Liobracon ruficornis
Liobracon ruficornis är en stekelart som beskrevs av Cameron 1909. Liobracon ruficornis ingår i släktet Liobracon och familjen bracksteklar. Inga underarter finns listade i Catalogue of Life.